# تفجير ضريح الإمام علي الرضا 1994
عملية تفجير ضريح الإمام علي الرضا هي عملية تفجير منظمة حدثت في 20 يونيو 1994 استهدفت ضريح الإمام الرضا في مشهد في إيران الذي لهُ قدسية لدى الشيعة. أسفرت هذه العملية عن مقتل 25 زائراً وجرح المئات.

## التفجير
في 20 يونيو 1994، حدث انفجار في ضريح الإمام علي بن موسى الرضا الإمام الثامن عند الشيعة ، أدّى إلى سقوط الجدران وتحطّم الثريّات الضخمة فوق رؤوس الزوار. أسفرت هذه العملية الأرهابية التي وقعت في يوم عاشوراء بالذات ، وهو يوم يظهر فيه الشيعة حزنهم على استشهاد الإمام الحسين، حفيد النبي محمد وثالث ائمة الشيعة 
، عن مقتل 25 زائراً وجرح 200  (أكثر من 200 )آخرين.
بعد هذه العملية أصبحت الإجراءات الأمنية مشددة في الحضرة الرضويه حيث يتم تفتيش الزوار وحقائبهم قبل دخولهم. تسبب هذا الهجوم حدوث مزيد من الاضطرابات السياسية في إيران.

## المشتبه بهم
ألقت الحكومة الإيرانية مسؤولية التفجير على منظمة مجاهدي خلق ،التي كانت قد شنّت عدداً من الهجمات الإرهابية في إيران. لكن أدانت منظمة مجاهدي خلق هذا الهجوم. كما أتهم رمزي يوسف، وهو عضو في القاعدة، بتنفيذ هذه العملية الإرهابية.
حسب المؤلّف البريطاني سيمون ريف، في كتابه «أبناء آوى الجدد»:
«كان رمزي يوسف يتحدّث دائماً باللغة العنف ضد المسلمين الشيعة، فاتصلت به منظمة مجاهدي خلق ودفعت له مبلغا وطلبت منه أن يتولّى شن عملية إرهابية ضد ضريح الإمام علي الرضا، والإمام الثامن عند الشيعة.»